# Huguette Caland
Huguette Caland (árabe أوغيت الخوري; née El Khoury; Beirut, 19 de enero de 1931-ibídem, 23 de septiembre de 2019) fue una pintora, escultora y diseñadora libanesa asentada en París 17 años y más tarde en Los Ángeles.

## Trayectoria
Su padre era el político Bechara El Khoury. Le interesaba el arte desde los 16 años. Estudió en la Universidad Americana de Beirut cumplidos los 30.
En 1970, se mudó a Paris donde residió y trabajó como artista durante 17 años. Era una invitada habitual al Feraud studio, encontrándose con artistas como André Masson, Pierre Schaeffer y Adalberto Mecarelli. En 1979, colaboró con el diseñador Pierre Cardin, creando una línea de caftanes que se mostraron en el Espace Cardin. En 1983, conoció al escultor romaní George Apostu. Entre 1983 y 1986, trabajó creando pinturas y esculturas en Paris y Limosín.
En 1987, regresó a Los Angeles. Fue pasando de un estudio a otro, hasta que en 1997 se estableció en un estudio en Venice donde solía recibir a amigos y otros miembros de la comunidad artística, como Ed Moses, Chris Burden, Larry Bell, Billy Al Bengston o James Hayward. En 2013 volvió a Beirut para despedirse de su esposo y finalmente permaneció ahí hasta su fallecimiento.
Huguette Caland está considerada como una de las artistas más importantes del Oriente Medio contemporáneo

## Exposiciones
En 2021, su trabajo fue incluido en la exposición Women in Abstraction en el Centro Pompidou.
En febrero de 2025 el Museo Nacional Centro de Arte Reina Sofía organiza la primera gran retrospectiva de Huguette Caland en Europa Una vida en pocas líneas, con cerca de 300 dibujos, pinturas, esculturas y trabajos en otros medios, además de ephemera documentales. 